# Shalev Hulio
Shalev Hulio (hebräisch שָׁלֵו חוּלְיוֹ Schalew Chuljo; * 1980 oder 1981 in Haifa) ist ein israelischer Unternehmer. Er ist Mitgründer und war Mitinhaber der israelischen NSO Group Technologies, eines Unternehmens, das im Bereich Cybersicherheit aktiv ist und Malware und weitere Methoden für Cyber-Angriffe auf Smartphones anbietet. Ein bekanntes Produkt des Unternehmens ist die umstrittene Pegasus-Spyware. Am 21. August 2022 legte Hulio sein Amt als CEO der NSO-Group mit sofortiger Wirkung nieder.

## Leben
Hulio wurde in Haifa geboren. Die Eltern seiner Mutter stammten aus Rumänien und waren Überlebende des Holocaust, sein Vater ist Abkömmling einer sephardischen Familie, die mehrere Generationen lang in der Türkei, Syrien und im Libanon ansässig war.
Hulio besuchte die Hugim High School (Beit Sefer Chugim) in Haifa, wo er Kunst und Theater studierte. Dort lernte er seinen späteren Geschäftspartner Omri Lavie kennen. Er leistete seinen Wehrdienst in der israelischen Armee ab, war aber nicht Mitglied der Unit 8200 und hat keine IT-Ausbildung erhalten. Während seiner Zeit in der Armee hatte er verschiedene Einsätze im Westjordanland. Dazu gehörte auch seine Beteiligung an der Operation Defensive Shield auf dem Höhepunkt der zweiten Intifada, als er an einem komplexen Einsatz teilnahm, die von Aviv Kochavi geplant wurde, der damals Kommandeur der Fallschirmjägerbrigade war. Er verließ die Armee im Rang eines Hauptmanns und ging anschließend in die USA.
Wegen des Zweiten Libanonkriegs 2006 wurde er als Reservist nach Israel zurückbeordert und kehrte nicht mehr in die USA zurück. Nach seinem Einsatz schrieb er sich an der vom Kadima-Politiker Uriel Reichman gegründeten Privatuniversität Interdisciplinary Center Herzliya (IDC) in Herzlia ein, an der er Jura und Politik studierte. Er war aber weiterhin als Reservist tätig und unter anderem Teil des internationalen Rettungsteams nach dem Erdbeben in Haiti 2010.
2010 gründete Shalev Hulio zusammen mit Niv Karmi und Omri Lavie in Herzlia die NSO Group Technologies, ein Cybersicherheitsunternehmen. In einem Interview mit dem Investigativjournalisten Ronen Bergman von der New York Times erklärte Hulio 2019, dass es ursprünglich nicht seine Absicht gewesen sei, in die IT-Security einzusteigen. Erst ein Gespräch mit einem Mitarbeiter eines europäischen Geheimdienstes soll die Gründung der NSO Group Technologies vorangetrieben haben. Der Mann fragte Hulio nach dessen eigenen Angaben, warum er die Technologie nicht dafür nütze, um heimlich Smartphones auszuspähen.
Im Jahr 2016 erfuhr die Öffentlichkeit von der Existenz der Pegasus-Spyware. Unter anderem war der Menschenrechtsaktivist Ahmed Mansoor damit ausspioniert worden. Auch als 2018 der saudische Journalist Jamal Khashoggi in der Türkei ermordet wurde, soll die Software eine Rolle gespielt haben. 2019 strahlte der US-amerikanische Fernsehsender CBS innerhalb des TV-Magazins 60 Minutes eine Sendung unter dem Titel Pegasus, All Bets Are On, Samuel L. Jackson aus, in dem die Journalistin Lesley Stahl unter anderem Shalev Hulio über Pegasus, den Mord an Khashoggi und über die Beziehungen von NSO Group zu Saudi-Arabien befragte.
Im August 2022 trat Hulio als CEO der NSO Group zurück. An seine Stelle rückt der Vorstand für das operative Geschäft, Yaron Shohat, der auch den Reorganisationsprozess der Firma durchführen soll. Zuvor hatte Hulio die Verantwortung über 800 Mitarbeiter.
2023 gründete er zusammen mit Gil Dolev und dem ehemaligen österreichischen Bundeskanzler Sebastian Kurz das Cyber-Sicherheitsunternehmen Dream mit Sitz in Tel Aviv, laut eigenen Aussagen eine „KI-Plattform, die Cyber-Resilienz ermöglicht und Nationen vor Cyberangriffen feindlicher Nationalstaaten schützt“.
Shalev Hulio ist verheiratet und Vater zweier Kinder.